# イエス (ラスト・オータムズ・ドリームのアルバム)
『イエス』（Yes）は、スウェーデンのロックバンド、ラスト・オータムズ・ドリームが2010年に発表した8枚目のオリジナルアルバムである。

## 概要
- 前作より1年ぶりのリリース。
- 前作よりジェイミー・ボーガーの曲が増えた。

## 収録曲
1. アイヴ・フォールン・イントゥ・ユー (3:49)
2. サウンド・オヴ・ア・ハートブレイク (3:59)
3. アナザー・ナイト (4:06)
4. フールズ・ゲーム (4:16)
5. イフ・アイ・クッド・チェンジ・ザ・ワールド (4:04)
6. トゥ・ビー・ウィズ・ユー  (4:21)
7. ミシェル・ドント・リヴ・ヒア・ノー・モア (4:46)
8. イン・ディス・シング・トゥー・ディープ  (4:51)
9. スティル・スタンディン・ホエア・ヤ・レフト・ミー (4:27)
10. キッシン・グッバイ・マイ・ティアーズ  (3:59)
11. サヴァイヴァー (4:08)
12. アイ・フォーギヴ・ユー(4:01)
13. アライヴ (5:26)

## 参加ミュージシャン
- ミカエル・アーランドソン-ボーカル
- アンディ・マレツェク-ギター
- ナリー・ポールソン-ベース
- ジェイミー・ボーガー-ドラムス

| スタブアイコン | サブスタブ | この項目は、まだ閲覧者の調べものの参照としては役立たない、アルバムに関連した書きかけの項目です。この項目を加筆・訂正などしてくださる協力者を求めています（P:音楽/PJ:アルバム）。 |